# Jean Gabalas
Jean Gabalas (en grec : Ἰωάννης Γαβαλᾶς) est un dignitaire grec byzantin et dirigeant héréditaire de l'île de Rhodes dans les années 1240. Il perd le contrôle de l'île au profit de la république de Gênes en 1248. Il demande alors l'aide de son suzerain, l'Empire de Nicée. Ce dernier envoie des troupes reprendre l'île, mais le contrôle de celle-ci n'est pas rendu à Jean, l'île devenant une province de l'empire.

## Biographie
Gabalas appartient à une vieille famille aristocratique dont les origines remontent au moins au début du Xe siècle siècle, quand Anne Gabalas se marie à Étienne Lécapène, coempereur et fils de Romain Ier Lécapène. La famille reste d'une importance relativement faible par la suite, mais certains de ses membres occupent d'importantes fonctions civiles et ecclésiastiques aux XIe et XIIe siècles.
La domination des Gabalas sur Rhodes remonte aux alentours de l'année 1203, à une époque où le pouvoir central byzantin s'affaiblit. L'île est alors « prise » soit par Léon Gabalas, le frère aîné de Jean, soit par un autre membre inconnu de la famille. Jean succède à son frère après sa mort vers le début des années 1240. À la différence de Léon, qui exerçait son autorité de façon quasi indépendante, concluant même des traités en son propre nom, Jean est seulement mentionné comme « maître de Rhodes ». Rien n'est connu de lui et de son règne sauf qu'il participe à une campagne de l'Empire de Nicée contre l'Empire latin de Constantinople près de Nicomédie en 1248. C'est à cette occasion que les Génois s'emparent subitement de Rhodes. Les Nicéens dirigés par le pinkernès Jean Cantacuzène reprennent l'île lors d'une expédition qui se prolonge probablement jusqu'en 1250. Après cette date, le contrôle de la famille Gabalas sur l'île disparaît, l'île devenant une province de l'Empire de Nicée.